# 9905 Tiziano
9905 Tiziano là một tiểu hành tinh vành đai chính. Nó quay quanh Mặt Trời mỗi 3.73 năm.
Được phát hiện ngày 24 tháng 9 năm 1960 bởi Cornelis Johannes van Houten và Ingrid van Houten-Groeneveld ngày photographic plates made bởi Tom Gehrels ở Đài thiên văn Palomar with Samuel Oschin telescope, tên chỉ định của nó là "4611 P-L". It was later renamed "Tiziano" after Renaissance painter Tiziano Vecellio.